# Démónax
Démónax (90 körül – ?) görög filozófus, Athénban élt.
Sztoikus bölcselő volt, Ciprusról származott. Azt vallotta, hogy a boldogság a kevéssel beérésben, az önmegtagadásban, a földi javak megvetésében rejlik, mert csakis e tulajdonok szerzik meg a lélek nyugalmát. Magas kort ért meg, és önkéntes éhhalállal vetett véget életének. Az athéniek, mivel nagyon tisztelték, közköltségen temették el. Közeli barátságban állt Lukianosszal, aki egyik munkáját róla nevezte el.
A Holdon kráter viseli a nevét.